# Vaugrigneuse
Vaugrigneuse là một xã ở tỉnh Essonne thuộc vùng Île-de-France miền bắc nước Pháp.
Theo điều tra dân số năm 1999, dân số xã này là 1.084 người. Ước tính dân số năm 2005 là 1.180.
Danh xưng cư dân địa phương Vaugrigneuse trong tiếng Pháp là Valgrigniens.